# Мелле (Німеччина)
Мелле (нім. Melle) — місто в Німеччині, розташоване в землі Нижня Саксонія. Входить до складу району Оснабрюк.
Площа — 254,00 км2, що робить його третім за площею містом Нижньої Саксонії. Населення становить 46 732 ос. (станом на 31 грудня 2021).